# Mercado Municipal Engenheiro Silva

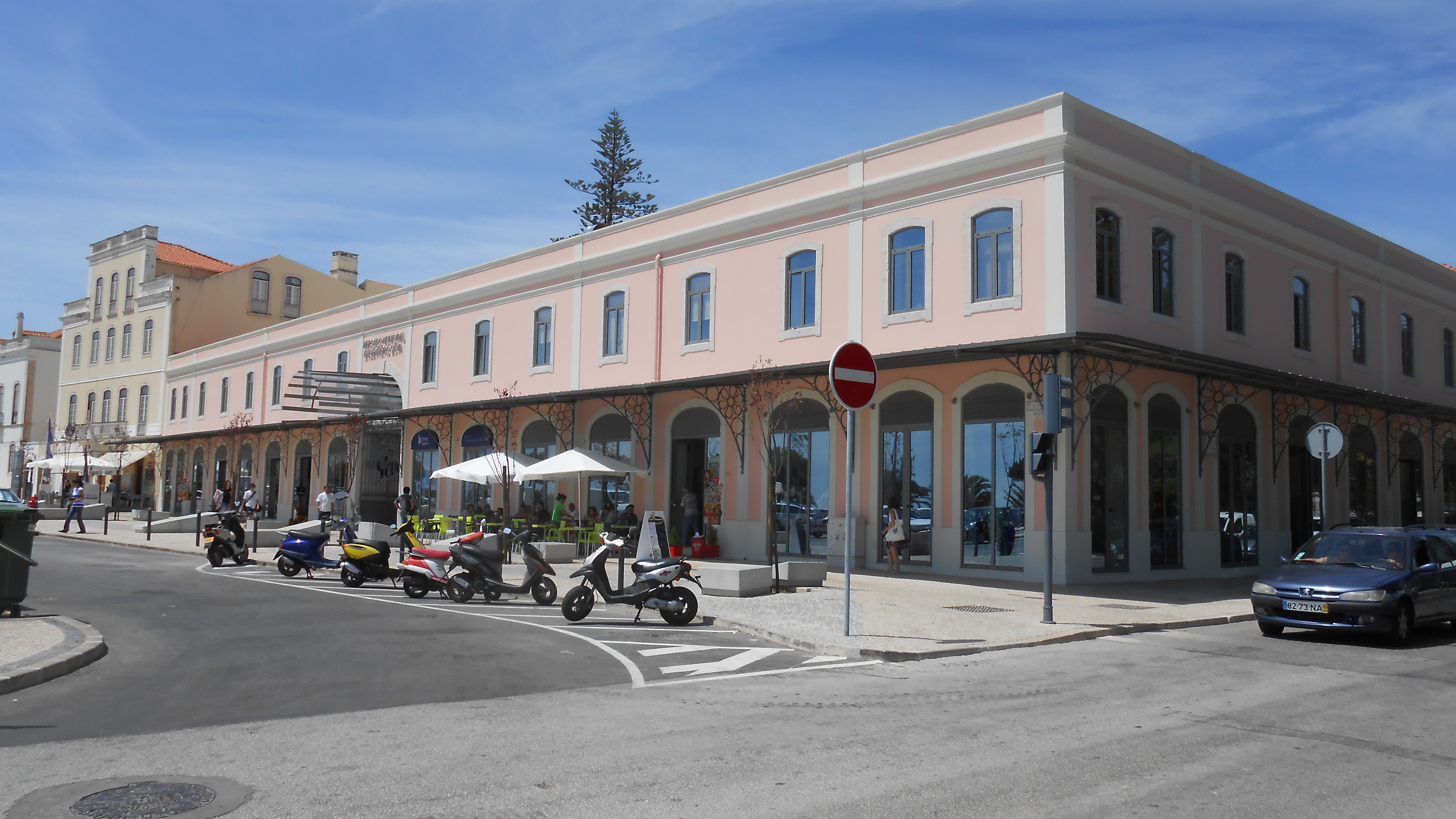
Vorderansicht der Markthalle von Figueira da Foz, nach der Renovierung 2013

Mercado Municipal Engenheiro Silva (dt.: Städtische Markthalle Ingenieur Silva) ist eine Markthalle in der portugiesischen Küstenstadt Figueira da Foz.

## Geschichte
Im Zuge der rasch wachsenden Stadt und seines Hafens seit Mitte des 19. Jahrhunderts, beauftragte die Stadtverwaltung (Câmara Municipal) den Ingenieur Francisco Maria Pereira da Silva mit der Planung und Neuordnung der expandierenden Innenstadt. Eine zentrale Markthalle war ein Teil dieser Planungen. Der Auftrag zum Bau und Betrieb der Markthalle wurde am 7. Mai 1890 Guilherme Mesquita erteilt, der die Konzession im Folgejahr dem Unternehmen Companhia Progresso Figueirense (dt. etwa: Gesellschaft des figuerensischen Fortschritts) übergab, deren Präsident er war. Im Jahr 1892, am Johannistag (24. Juni), dem Tag des Stadtfestes und des Stadtpatrons S. João (Johannes der Täufer), wurde die Markthalle eröffnet. Sie erhielt, als posthume Ehrung, den Namen des Ingenieurs Silva. Bis 1977 betrieb die Erbauerfirma die Markthalle, seither ist sie in städtischer Verwaltung.
Das Gebäude ist seit 2004 als Imóvel de Interesse Municipal denkmalgeschützt.

## Gestaltung

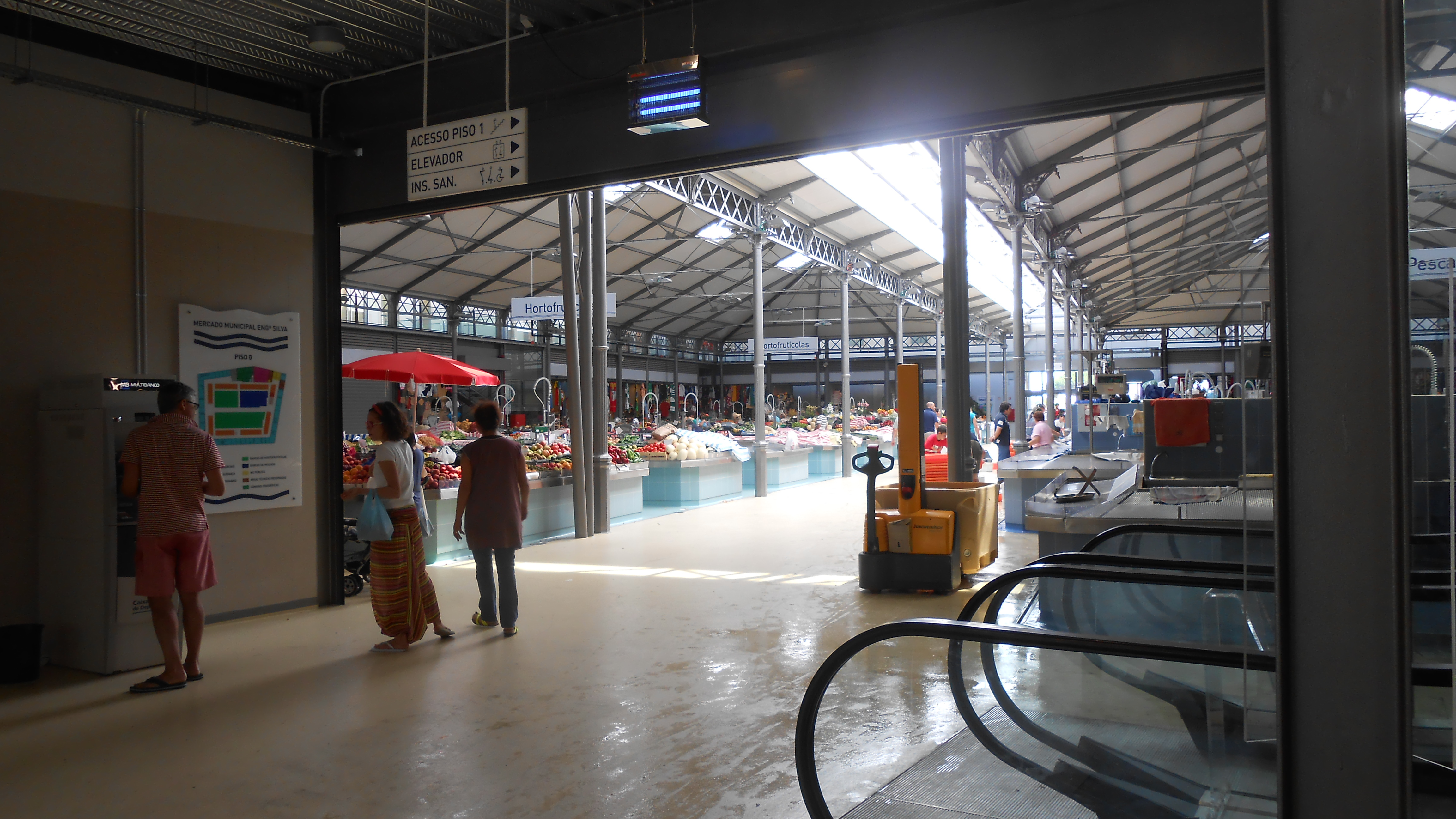
In der Markthalle, Sommer 2013

Das Gebäude, mit seinen markanten Eisenkonstruktionen, ist zweistöckig und quadratisch angelegt, und hat eine Grundfläche von 4800 m². Im Innenraum befindet sich die eigentliche Markthalle mit den verschiedenen Ständen, während in den vier umlaufenden Gebäudeflügeln sich, nach innen geöffnet, weitere kleine Ladenlokale befinden, und größere Lokale nach außen gerichtet sind, und meist nur von außen begehbar sind. Die Markthalle hat zu drei Seiten ihre etwa gleich großen Eingänge: den südlich gelegenen und mit Azulejo-Werbetafeln geschmückten Haupteingang zur Flussseite, einen östlichen Eingang zur Seite des Stadtparks, und einen nördlichen Eingang zu einer Seitenstraße. In den späten 1990er Jahren hat die Markthalle eine umfassende Renovierung erfahren, bei der jedoch nur die Marktstände und die Infrastruktur modernisiert wurden, und das Gebäude ansonsten unverändert blieb.
Seit 2012 wurden erneut Modernisierungsarbeiten unternommen, nach deren Abschluss auch die obere Etagen neu genutzt werden. Für die Übergangszeit wurde eine provisorische Markthalle auf den weitläufigen Parkplätzen neben dem Stadtstrand Praia da Claridade eingerichtet. Im Juni 2013 wurden die Umbaumaßnahmen abgeschlossen und die Markthalle neu eröffnet, während die provisorische Halle am Strand seither als Veranstaltungs- und Ausstellungshalle genutzt wird.